# Lee Na-eun
Lee Na-eun (* 5. Mai 1999 in Daejeon, Südkorea) ist eine südkoreanische Sängerin und Schauspielerin und Mitglied der Girlgroup April.
Als Schauspielerin spielte sie unter anderem die Rolle der Yeo Joo-da in Extraordinary You.

## Filmografie
- 2017: My Father is Strange (아버지가 이상해, KBS2)
- 2018: A-Teen (에이틴, Naver TV)
- 2019: A-Teen 2 (에이틴2, Naver TV)
- 2019: Hip Hop King - Nassna Street (힙합왕 - 나스나길, SBS)
- 2019: Extraordinary You (어쩌다 발견한 하루, MBC)